# Manu Bueno
Manu Bueno  (Jerez de la Frontera, Cádiz, 27 de julio de 2004), es un futbolista español que juega en la demarcación de centrocampista en el Sevilla Atlético de la Primera Federación.

## Carrera
Criado en la cantera del Sevilla F.C.,comenzó a jugar en Marianistas A.D. de Jerez Pasó en su último año de juvenil a formar parte del Sevilla Atlético sin pasar por el "C". Con tan sólo cinco partidos disputados con el filial,Sampaoli le hizo habitual en las convocatorias del primer equipo.
En el mes de mayo de 2023 consiguió la permanencia con el Sevilla Atlético, renovó con el club hispalense hasta 2026 y finalmente debutó con el Sevilla F.C. el 27 de mayo de 2023 en partido contra el Real Madrid. Cuatro días después se proclamaba campeón de la Europa League. En la temporada 2024/25 marcó su primer gol con el Sevilla FC para dar la victoria por 1 a 0 al club hispalense.

### Selección nacional
Ha sido convocado por la Selección Sub-17 y por la Sub-18.

## Clubes
Actualizado al último partido disputado el 24 de febrero de 2024.
| Club             | País   | Periodo       | Partidos (goles) |
| ---------------- | ------ | ------------- | ---------------- |
| Sevilla Atlético | España | 2023-Presente | 83(3)(1)         |
| Sevilla FC       | España | 2023-Presente | 14(1)            |

## Palmarés

### Títulos nacionales
| Título             | Club (*)         | País   | Año     |
| ------------------ | ---------------- | ------ | ------- |
| Segunda Federación | Sevilla Atlético | España | 2023-24 |

### Títulos internacionales
| Título                 | Club (*)      | Sede    | Año     |
| ---------------------- | ------------- | ------- | ------- |
| Liga Europa de la UEFA | Sevilla F. C. | Hungría | 2022-23 |

### Distinciones individuales
| Distinción                                                    | Año  |
| ------------------------------------------------------------- | ---- |
| Mejor deportista masculino de la VI Gala del Deporte de Jerez | 2024 |